# أرقام تونس القياسية في ألعاب القوى

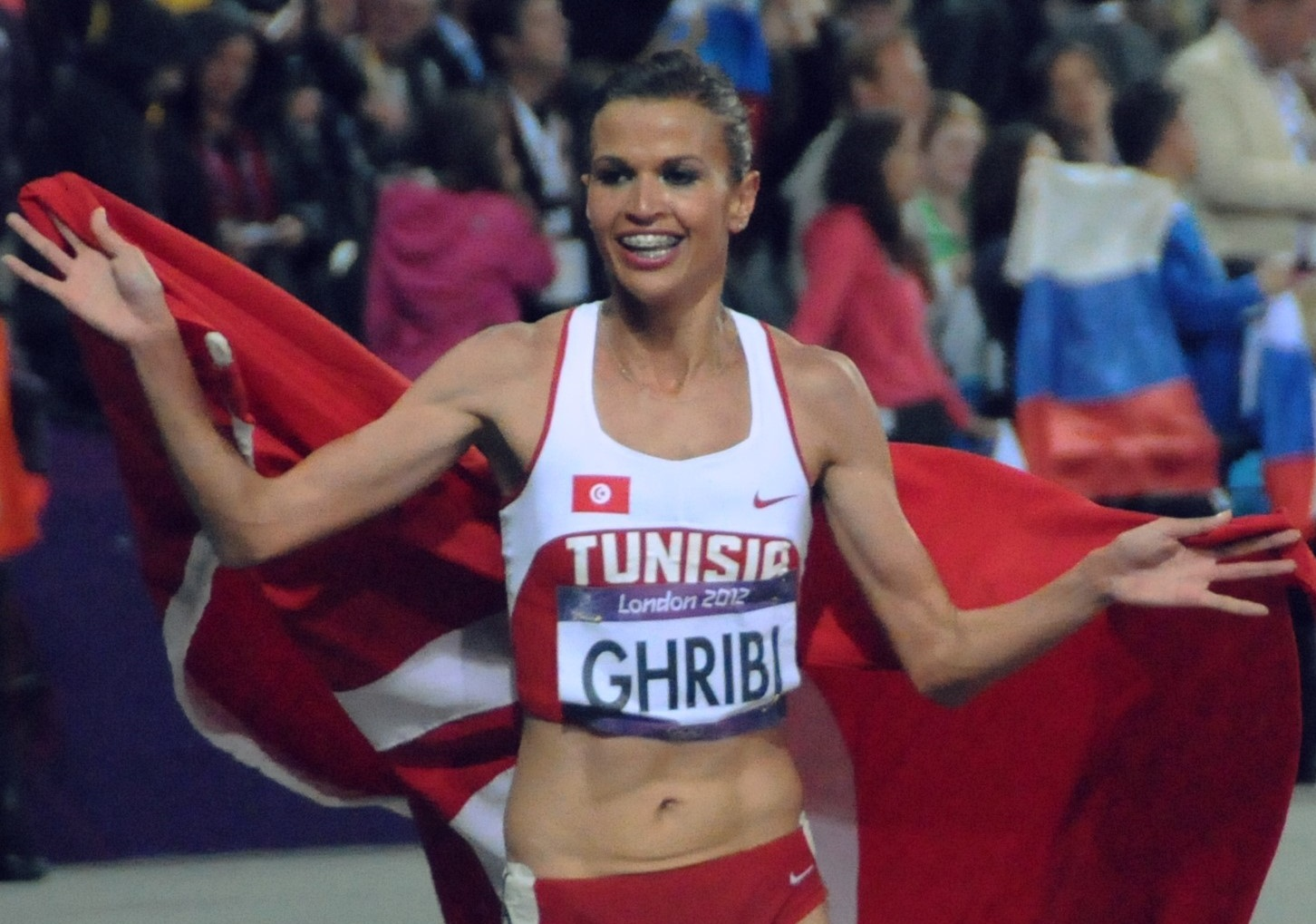

الرقم القياسي لتونس في ألعاب القوى هو أفضل أداء قام به تونسي أو تونسية، وأقرته الجامعة التونسية لألعاب القوى. هذه المقالة تقدم قائمة الأرقام القياسية الحالية لتونس.

## في الهواء الطلق (في الخارج)

### الرجال
| المنافسة           | الرياضي | الرقم القياسي          | الفريق                          | البطولة                    | المكان                 | التاريخ           | المصدر |
| ------------------ | --- | ---------------------- | ------------------------------- | -------------------------- | ---------------------- | ----------------- | ------ |
| 100 متر            | بدر الدين التومي | 10 ث 38 (+0,6 متر/ث)   | أم تي جي مانهايم                | بطولة ألمانيا              | نورنبرغ                | 25 يوليو 2015     | [ 1 ]  |
| 200 متر            | رضا الغالي | 21 ث 14 (+1,6 متر/ث)   | فريق قابس لألعاب القوى          | بطولة تونس                 | رادس                   | 9 يوليو 2005      | [ 2 ]  |
| 400 متر            | سفيان العبيدي | 45 ث 19                | الفريق الرياضي للحرس الوطني     |                            | إشبيلية                | 5 يونيو 2004      |        |
| 800 متر            | محمد العلويني | 1 دق 45 ث 78           | الملعب التونسي                  | الألعاب الأولمبية          | لوس أنجلوس             | 4 أغسطس 1984      | [ 3 ]  |
| 1000 متر           | علي الحاكيمي | 2 دق 16 ث 71           | الزيتونة الرياضية               | دي أن غالان                | ستوكهولم               | 30 يوليو 1999     | [ 4 ]  |
| 1500 متر           | علي الحاكيمي | 3 دق 31 ث 70           | النادي الأفريقي                 | تذكارية فاندام             | بروكسل                 | 21 أغسطس 1997     |        |
| المايل             | علي الحاكيمي | 3 دق 50 ث 57           | النادي الأفريقي                 | إيستاف برلين               | برلين                  | 26 أغسطس 1997     | [ 5 ]  |
| 3000 متر           | فتحي البكوش | 7 دق 46 ث 17           | الجمعية الرياضية العسكرية بتونس | ميتينغ بي أن بي            | باريس                  | 22 يوليو 1986     | [ 6 ]  |
| 5000 متر           | فتحي البكوش | 13 دق 13 ث 94          | الجمعية الرياضية العسكرية بتونس | ألعاب بيسلات               | أوسلو                  | 4 يوليو 1987      | [ 7 ]  |
| 10000 متر          | محمد القمودي | 27 دق 54 ث 69          | الجمعية الرياضية العسكرية بتونس | الألعاب الأولمبية          | ميونخ                  | 31 أغسطس 1972     | [ 8 ]  |
| نصف الماراثون      | رشيد عمر | 1 h 01 دق 53 ث         | الفريق الرياضي للحرس الوطني     |                            | بروغنيرا               | 17 أبريل 2005     |        |
| ماراثون            | طاهر المنصوري | 2 h 12 دق 36 ث         | الفريق الرياضي لوحدات التدخل    | ماراثون مراكش              | مراكش                  | 14 يناير 1996     |        |
| 110 متر حواجز      | أيمن بن أحمد | 13 ث 76                | أتلتيكو منزل بورقيبة            |                            | رادس                   | 30 يونيو 2007     |        |
| 400 متر حواجز      | محمد الصغير | 49 ث 22                |                                 |                            | لا شو دو فون           | 5 يوليو 2015      |        |
| 3000 متر موانع     | عمر بن يحيى | 8 دق 14 ث 05           | فريق قابس لألعاب القوى          | ألعاب البحر الأبيض المتوسط | مرسين                  | 28 يونيو 2013     | [ 9 ]  |
| قفز عالي           | بلحسن الشيكاوي | 2,15 متر               | الفريق الرياضي للحرس الوطني     |                            | أوبارفيلييه            | 12 يوليو 1995     |        |
| قفز بالزانة        | بشير الزغواني | 5,30 متر               | ستارتينغ كلوب بنزرت             |                            | رادس                   | 1 يوليو 2003      |        |
| قفز طويل           | أنيس القلالي | 8,01 متر (-0,3 متر/ث)  | الفريق الرياضي للحرس الوطني     | بطولة أفريقيا              | داكار                  | 22 أغسطس 1998     | [ 10 ] |
| قفز ثلاثي          | محمد كريم ساسي | 16,76 متر (+1,3 متر/ث) | أتلتيك كلوب نابل                |                            | ليموج                  | 8 يوليو 1995      | [ 11 ] |
| دفع الجلة          | محمد المدب | 18,51 متر              | الفريق الرياضي للحرس الوطني     | بطولة تونس                 | رادس                   | 8 يوليو 2006      |        |
| رمي القرص          | عبد الرزاق بن حسين | 56,32 متر              | الجمعية الرياضية العسكرية بتونس | بطولة المغرب العربي        | الجزائر العاصمة        | 25 يونيو 1981     | [ 12 ] |
| رمي المطرقة        | صابر سويد | 72,66 متر              | الفريق الرياضي للحرس الوطني     | بطولة أفريقيا              | بامبوس                 | 12 أغسطس 2006     |        |
| رمي الرمح          | ماهر ريدان | 77,98 متر              | الفريق الرياضي للحرس الوطني     |                            | تونس العاصمة           | 20 مايو 1995      |        |
| العشاري            | حمدي الذويبي | 023 8 نقطة             | أتلتيك كلوب نابل                | بطولة العالم               | هلسنكي                 | 9 - 10 أغسطس 2005 | [ 13 ] |
| العشاري            | 10 ث 67 (+3,2 متر/ث) (100 متر), 7,43 متر (+0,5 متر/ث) (طول), 12,85 متر (الوزن), 1,94 متر (ارتفاع), 47 ث 04 (400 متر) 14 ث 56 (-1,9 متر/ث) (110 متر حواجز), 41,17 متر (رمي القرص), 4,80 متر (قفز بالزانة), 52,83 متر (رمي الرمح), 4 دق 31 ث 24 (1500 متر) |                        |                                 |                            |                        |                   |        |
| 20 كيلومتر مشي     | حاتم غولة | 1 h 19 دق 2 ث          | الترجي الرياضي الساحلي          | أودر-نيسي الجائزة الكبرى   | آيزنهوتنشتات           | 10 مايو 1997      |        |
| 50 كيلومتر مشي     | حاتم غولة | 3 h 58 دق 44 ث         | الزيتونة الرياضية               |                            | سانتا إيولاليا ديل ريو | 4 مارس 2007       |        |
| 100 متر تتابع      | الفريق الوطني: محمد بلخوجة عبد الله روين حمودة الفراي صالح قدري | 41 ث 1                 |                                 | ألعاب البحر الأبيض المتوسط | إزمير                  | 15 أكتوبر 1971    | [ 14 ] |
| سباق 400 متر تتابع | الفريق الوطني: رضا غالي تيتي العروسي كمال طبال سفيان العبيدي | 3 دق 05 ث 19           |                                 |                            | الرباط                 | 18 يونيو 2005     |        |

### السيدات
| المنافسة           | الرياضي | الرقم القياسي          | الفريق                          | البطولة                     | المكان            | التاريخ           | المصدر |
| ------------------ | --- | ---------------------- | ------------------------------- | --------------------------- | ----------------- | ----------------- | ------ |
| 100 متر            | عواطف الحمروني | 11 ث 68 (+1,0 متر/ث)   | أتلتيك كلوب سوسة                |                             | الجزائر العاصمة   | 8 يونيو 2000      |        |
| 200 متر            | عواطف بن حسين | 23 ث 95 (+0,4 متر/ث)   | الفريق الرياضي للحرس الوطني     |                             | نينوف             | 27 يوليو 2002     |        |
| 400 متر            | عواطف بن حسين | 52 ث 22                | الفريق الرياضي للحرس الوطني     | بطولة أفريقيا               | رادس              | 8 أغسطس 2002      |        |
| 800 متر            | عبير النخلي | 2 دق 0 ث 70            | الزيتونة الرياضية               |                             | نامور             | 26 يوليو 2002     |        |
| 1000 متر           | عبير النخلي | 2 دق 43 ث 15           | الزيتونة الرياضية               |                             | إسطنبول           | 7 يونيو 2003      |        |
| 1500 متر           | حبيبة الغريبي | 4 دق 6 ث 38            | النادي الرياضي الصفاقسي         | تذكارية هانزيكوفيتش         | زغرب              | 2 سبتمبر 2014     | [ 15 ] |
| المايل             | عبير النخلي | 4 دق 41 ث 98           | الزيتونة الرياضية               |                             | فيلينوف داسك      | 15 يونيو 2003     |        |
| 3000 متر           | حبيبة الغريبي | 8 دق 52 ث 06           | النادي الرياضي الصفاقسي         |                             | فرانكوفيل         | 28 أبريل 2013     |        |
| 5000 متر           | سلاف بوقرة | 15 دق 59 ث 98          | الفريق الرياضي للحرس الوطني     | بطولة تونس                  | رادس              | 12 يوليو 2003     | [ 2 ]  |
| 10000 متر          | سلاف بوقرة | 33 دق 12 ث 98          | الفريق الرياضي للحرس الوطني     | بطولة رومانيا               | بوخارست           | 10 أغسطس 2003     | [ 16 ] |
| نصف الماراثون      | سمية بوسعيد | 1 h 15 دق 12 ث         |                                 | بطولة العالم لنصف الماراثون | كوبنهاغن          | 29 مارس 2014      | [ 17 ] |
| ماراثون            | أميرة بن عمر | 2 h 40 دق 13 ث         | الجمعية الرياضية العسكرية بتونس | الألعاب الأولمبية           | لندن              | 5 أغسطس 2012      |        |
| 100 متر حواجز      | سمر الزينة | 14 ث 26 (+2,0 متر/ث)   | M2AM - الزيتونة الرياضية        |                             | قرقشونة           | 13 يونيو 2015     |        |
| 400 متر حواجز      | هند الكباوي | 57 ث 69                | أتلتيك كلوب نابل                |                             | لينداو            | 28 يوليو 1995     |        |
| 3000 متر موانع     | حبيبة الغريبي | 9 دق 5 ث 36            | النادي الرياضي الصفاقسي         | تذكارية فاندام              | بروكسل            | 11 سبتمبر 2015    | [ 18 ] |
| قفز عالي           | كريمة بن عثمان | 1,79 متر               | الفريق الرياضي للحرس الوطني     |                             | نابل              | 1 يونيو 2008      |        |
| قفز بالزانة        | ليلى بن يوسف | 4,30 متر               |                                 |                             | لوس غاتوس         | 19 يونيو 2008     |        |
| قفز طويل           | عواطف الحمروني | 6,21 متر (+1,7 متر/ث)  | أتلتيك كلوب سوسة                |                             | رادس              | 12 يونيو 2005     |        |
| قفز ثلاثي          | منية الجلاصي | 13,08 متر (+0,1 متر/ث) | الفريق الرياضي للحرس الوطني     |                             | داكار             | 6 مايو 2000       |        |
| دفع الجلة          | آمال بن خالد | 16,72 متر              | أتلتيك كلوب نابل                |                             | يابلونتس ناد نيسو | 11 يونيو 2002     |        |
| رمي القرص          | منية كاري | 61,74 متر              | أتلتيك كلوب سوسة                |                             | تونس العاصمة      | 1 مايو 1996       |        |
| رمي المطرقة        | سارة بن سعد | 65,93 متر              | أتلتيك كلوب نابل                |                             | بوبيني            | 27 أبريل 2014     |        |
| رمي الرمح          | عائدة سلام | 60,87 متر              | الزيتونة الرياضية               |                             | تونس العاصمة      | 23 يونيو 2004     |        |
| السباعي            | ندى الشرودي | 395 5 نقطة             |                                 | البطولة العربية             | الدوحة            | 21 - 22 مايو 2013 |        |
| السباعي            | 14 ث 55 (100 متر حواجز), 1,63 متر (ارتفاع), 13,78 متر (الوزن), 25 ث 79 (200 متر) / 5,47 متر (طول), 39,95 متر (رمي الرمح), 2 دق 23 ث 99 (800 متر) |                        |                                 |                             |                   |                   |        |
| 20 كيلومتر مشي     | شيماء الطرابلسي | 1 h 35 دق 33 ث         | أتلتيك كلوب أكودة               | بطولة أفريقيا               | نيروبي            | 1 أغسطس 2010      | [ 19 ] |
| 100 متر تتابع      | نادية عبيد سلوى الدلاقي عواطف بن حسين عواطف الحمروني                                                                                             | 46 ث 98                |                                 | بطولة أفريقيا للناشئين      | تونس العاصمة      | 24 يوليو 1999     | [ 20 ] |
| سباق 400 متر تتابع | سناء ناجح عبير النخلي مها الشواشي عواطف بن حسين                                                                                                  | 3 دق 41 ث 19           |                                 |                             | رادس              | 25 يونيو 2003     |        |

## مقالات ذات صلة
- أرقام قياسية عالمية في ألعاب القوى
- أرقام أفريقيا القياسية في ألعاب القوى

## وصلات خارجية
- الموقع الرسمي للجامعة التونسية لألعاب القوى.